# Instytut Matematyki Uniwersytetu Pedagogicznego im. KEN w Krakowie
Instytut Matematyki Uniwersytetu Pedagogicznego im. KEN w Krakowie – jeden z 4 instytutów Wydziału Matematyczno-Fizyczno-Technicznego Uniwersytetu Pedagogicznego im. KEN w Krakowie.

## Władze Instytutu
W kadencji 2016–2020:
| Stanowisko                           | Imię i nazwisko               |
| ------------------------------------ | ----------------------------- |
| Dyrektor                             | prof. dr hab. Tomasz Szemberg |
| Zastępca Dyrektora                   | dr Ireneusz Krech             |
| Zastępca Dyrektora ds. Dydaktycznych | dr Agnieszka Kowalska         |

## Historia
Najważniejsze wydarzenia z historii:
- 1947 – powstała Sekcja Matematyczno-Fizyczna
- 1948 – przekształcenie Sekcji Matematyczno-Fizycznej w Wydział Matematyczno-Fizyczny
- 1949 – powstanie Zakładu Matematyki
- 1953 – powstały: Katedra Analizy Matematycznej oraz Katedra Geometrii
- 1958 – powstała Katedra Dydaktyki Matematyki – była to pierwsza w Polsce Katedra Metodyki Nauczania Matematyki (kierowana była przez prof. Annę Zofię Krygowską).
- 1963 – Ogólnopolskie seminarium z dydaktyki matematyki, prowadząca prof. dr A. Z. Krygowska, kontynuacja – dr hab. S. Turnau, dr hab. B. Nowecki, dr hab. M. Klakla
- 1970 – uprawnienia dla Wydz. Mat. – Fiz. – Tech. do nadawania stopnia doktora nauk matematycznych, także w zakresie dydaktyki matematyki.
- 1972 – z połączenia Katedry Analizy Matematycznej, Katedry Geometrii tudzież Katedry Dydaktyki Matematyki powstał Instytut Matematyki.
- 1994 – Zakład Matematycznego Kształcenia Nauczycieli – kierownicy: dr hab. B. Nowecki (1994–2005); od 2005 dr A. Żeromska.
- 1994–2003 – Zakład Czynnościowego Nauczania Matematyki – kierownik prof. dr hab. H. Siwek.
- 1994–2005 – Zakład Stochastyki z jej Dydaktyką – kierownik prof. dr hab. A. Płocki.
- 1994–2005 – Pracownia Technologii Informacyjnej – kierownik dr hab. H. Kąkol.
- 2005 – Zakład Zastosowań Matematyki – kierownik dr hab. inż. E. Wachnicki.

## Zatrudnienie
Instytut zatrudnia obecnie 44 osoby, w tym 41 nauczycieli akademickich. Stopień naukowy doktora habilitowanego posiada 11 osób, a 3 spośród nich mają tytuł naukowy profesora.

## Struktura organizacyjna
W Instytucie Matematyki działają cztery katedry.

### Katedra Analizy Matematycznej i Teorii Iteracji
Główne kierunki badań realizowanych w Katedrze Analizy Matematycznej i Teorii Iteracji:
- Teoria iteracji: Grupy i półgrupy iteracji funkcji (potoki i półpotoki) określone na rozmaitościach skończenie wymiarowych z koncentracją badań na wymiarze 1 i 2. Zanurzanie odwzorowań komutujących w półgrupy iteracji i ich uogólnienia. Opisy procesów deterministycznych za pomocą równań funkcyjnych. Struktury grup abelowych homeomorfizmów odcinka i okręgu. Struktury grup iteracji homeomorfizmów Brouwera na płaszczyźnie. Półgrupy iteracji mulifunkcji. Pierwiastki iteracyjne odwzorowań w różnych klasach funkcji. Ciągi iteracyjne regularnych odwzorowań wielowymiarowych.
- Równania funkcyjne o jednej zmiennej: Sprzężenia odwzorowań w różnych klasach funkcji, sprzężenia grup i półgrup iteracji o zadanej regularności. Równania funkcyjne związane z regularnymi sprzężeniami zadanych odwzorowań. Równania równoczesne. Linearyzacja.
- Równania i nierówności funkcyjne o wielu zmiennych: Stabilność równań wielojensenowskich, wieloaddytywnych i wielokwadratowych. Metody punktu stałego teorii stabilności w sensie Hyersa-Ulama. Związki równania różniczkowego cząstkowego d’Alemberta z równaniami funkcyjnymi.
- Funkcje wielowartościowe: Półgrupy iteracyjne wielowartościowe funkcji liniowych w przestrzeniach Banacha. Multimiary i ich reprezentacje. Wielowartościowe funkcje wypukłe. Pochodne i całki funkcji wielowartościowych.
- Teoria operatorów: Badania własności różnych klas operatorów, w szczególności refleksywności, hyperrefleksywności, k-hyperrefleksywności, operatorów, układów operatorów, algebr i podprzestrzeni operatorów.
- Rachunek prawdopodobieństwa i jego zastosowania: Zastosowania rachunku prawdopodobieństwa w szkole średniej. Statystyczna obróbka danych. Statystyka rozkładu pierwszych cyfr. Badania ekonometryczne.

Samodzielni pracownicy naukowi:
- prof. dr hab. Marek Cezary Zdun – kierownik Katedry
- prof. dr hab. Marek Ptak
- prof. dr hab. Adam Płocki (profesor emerytowany)
- prof. dr hab. Andrzej Smajdor (profesor emerytowany)

### Katedra Geometrii
Główne kierunki badań realizowanych w Katedrze Geometrii:
- Konfiguracja przestrzeni. Hipotezy typu Nagaty.
- Efektywne metody geometrii analitycznej i algebraicznej, ze szczególnym uwzględnieniem metod teorii baz Groebnera.
- Równania różniczkowe z nietrywialną grupą symetrii.
- Relacje między różnego rodzaju potęgami ideałów.
- Własność Markowa dla zbiorów algebraicznych i semialgebraicznych ze szczególnym uwzględnieniem słynnej nierówności Markowa.
- Historia matematyki, w tym przygotowanie biografii Władysława Kretkowskiego (1840-1910) i opisu jego księgozbioru.
- Zagadnienia dotyczące dydaktyki szkoły wyższej.

Samodzielni pracownicy naukowi:
- dr Justyna Szpond – kierownik Katedry
- prof. dr hab. Tomasz Szemberg
- dr hab. Janusz Gwoździewicz
- prof. dr hab. Kamil Rusek (profesor emerytowany)
- prof. dr hab. Tadeusz Winiarski (profesor emerytowany)
- prof. dr hab. Andrzej Zajtz (profesor emerytowany)

### Katedra Równań i Nierówności Funkcyjnych
Główne kierunki badań realizowanych w Katedrze Równań i Nierówności Funkcyjnych:
- Stabilność w sensie Ulama dla równań całkowych, funkcyjnych, różnicowych i różniczkowych (w tym typu Hyersa-Ulama i Aoki-Rassiasa, superstabilność i hiperstabilność); jej związki z twierdzeniami o punktach stałych (w przestrzeniach klasycznych, niearchimedesowych, Riesza, rozmytych itp.).
- Przybliżone relacje ortogonalności i stabilność własności zachowywania ortogonalności.
- Powiązania pomiędzy rozwiązaniami niektórych klas nierówności funkcyjnych a rozwiązaniami odpowiadających im równań funkcyjnych.
- Badanie rozwiązań równań i nierówności funkcyjnych (również ich wersji warunkowych), w tym m.in. równań Cauchy’ego, d’Almberta, wielomianowych, typu Gołąba-Schinzla, translacji, występujących w analizie funkcjonalnej, związanych z zachowywaniem pewnych wielkości (np. iloczynu skalarnego), zachowujących pewne relacje (np. ortogonalność), formuł addytywności.
- Funkcje wielowartościowe spełniające pewne inkluzje i równania funkcyjne oraz ich selekcje; teoria iteracji dla multifunkcji.
- Homologia obliczeniowa, algorytmy obliczania grup homologii oraz zastosowania m.in. w przetwarzaniu obrazów. Algorytmy redukcji jako preprocesing obliczania homologii dużych kompleksów kostkowych lub symplicjalnych.

Samodzielni pracownicy naukowi:
- prof. dr hab. Janusz Brzdęk – kierownik Katedry
- dr hab. Jacek Chmieliński
- dr hab. Vasyl Fedorchuk
- prof. dr hab. Zenon Moszner (profesor emerytowany)

### Katedra Dydaktyki i Podstaw Matematyki
Główne kierunki badań realizowanych w Katedrze Dydaktyki i Podstaw Matematyki:
- Dydaktyka matematyki: Edukacja matematyczna dzieci w wieku przedszkolnym i wczesnoszkolnym. Struktury poznawcze myślenia geometrycznego uczniów na różnych poziomach edukacji. Uogólnianie zależności liczbowych. Rola symboli literowych na różnych poziomach nauczania. Analiza umiejętności uczniów na podstawie testów PISA/OECD. Zastosowanie nowoczesnych technologii w procesie nauczania i uczenia się matematyki na różnych poziomach. Wykorzystanie komputera w procesie rozwiązywania problemów matematycznych na poziomie szkolnym.
- Dydaktyka szkoły wyższej:
  - Metodologia: Antropomatematyka jako kierunek badań w dydaktyce matematyki. Elementy metodologii matematyki w nauczaniu na różnych poziomach edukacji
  - Algebra uniwersalna: Algebraiczne odpowiedniki logik pośrednich i ich reduktów. Rozmaitości fregowskie i algebry równoważnościowe: struktura, konstrukcja algebr wolnych, teoria komutatora, unifikacja.
  - Filozofia matematyki: Budowa tekstu matematycznego. Przedmiot matematyczny. Ciągłość: historia pojęcia, wiek dwudziesty i współczesność, analiza niestandardowa.

Samodzielni pracownicy naukowi:
- dr hab. Piotr Błaszczyk – kierownik Katedry
- dr hab. Katarzyna Korwin-Słomczyńska
- prof. dr hab. Helena Siwek (profesor emerytowana)
- dr hab. Marianna Ciosek (profesor emerytowana)
- dr hab. Henryk Kąkol (profesor emerytowany)
- dr hab. Maciej Klakla (profesor emerytowany)
- dr hab. Bogdan J. Nowecki (profesor emerytowany)

## Kierunki studiów na Instytucie Matematyki
Na Instytucie Matematyki prowadzone są studia na kierunku Matematyka na studiach I, II i III stopnia.
Na kierunku Matematyka dostępne są następujące specjalizacje:
- matematyka (nauczycielska)
- matematyka z informatyką (nauczycielska)
- matematyka z oligofrenopedagogiką (nauczycielska)
- matematyka stosowana
- matematyka ekonomiczna